# Curt Treier
Curt Treier (* 11. Oktober 1944 in Winterthur) ist ein Schweizer Jazzmusiker (Schlagzeug), der auch als Musikredaktor tätig war.

## Leben und Wirken
Treier machte zunächst eine Lehre zum Elektriker; daneben erlernte er autodidaktisch das Schlagzeugspiel. Ab 1962 war er in verschiedenen Bands tätig. 1968 wurde er professioneller Musiker; zunächst spielte er mit dem Quartett von Robi Weber (mit dem mehrere Alben entstanden) sowie im Trio von Peter Jacques, der ihn 1973 als Schlagzeuger in die DRS-Bigband holte. Dieser Formation (und zahlreichen ihrer Unterformationen) gehörte er bis zu ihrer Auflösung 1986 an.
Mit einigen Kollegen aus der DRS-Bigband (Fernando Fantini, Antonio Conde, Renato Anselmi, Roman Dylag) hatte Treier bereits zuvor die Peacock Party Band gegründet, mit der er in der Folge in der ganzen Schweiz auftrat. Zudem war er bis zu seiner Pensionierung als Musikredaktor für das Schweizer Radio DRS tätig. Weiterhin arbeitete er mit Franco Ambrosetti, Eddie Daniels, Glenn Ferris, Dusko Goykovich, Stéphane Grappelli, Bill Holman, Albert Nicholas, Hazy Osterwald, Ack van Rooyen, Tony Scott, Alan Skidmore, Jimmy Smith, Bruno Spoerri, Toots Thielemans, Charles Tolliver, Sylvia Vrethammar und Kai Winding. Treier ist auch auf Alben von Che & Ray, Raymond Droz, Helmut Zacharias, Udo Jürgens, Pierre Cavalli, Linard Bardill, dem Trio Eugster oder Edi Bär (Gruezi wohl, Brazilia 1976) zu hören. Er spielte Konzerte und Festivals in fast ganz Europa, Afrika, China, Birma, Indien und Thailand.